# گوستاو کارلسون

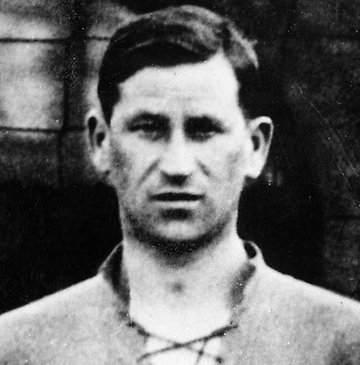
تصویری سیاه سفید از گوستاو کارلسون فوتبالیست سوئدی

گوستاو کارلسون (سوئدی: Gustaf Carlson; ۲۲ ژوئیهٔ ۱۸۹۴ – ۱۲ اوت ۱۹۴۲) بازیکن و مربی فوتبال اهل سوئد بود.
وی به همراه تیم ملی فوتبال سوئد به مدال برنز مسابقات فوتبال در بازی‌های المپیک تابستانی ۱۹۲۴ دست پیدا کرده‌است.